# اسپیدآباد
اسپیدآباد روستایی در دهستان بزمان بخش بزمان شهرستان ایرانشهر استان سیستان و بلوچستان ایران است.

## جمعیت
بر پایه سرشماری عمومی نفوس و مسکن در سال ۱۳۹۵ جمعیت این روستا ۲۲۶ نفر (۵۶خانوار) بوده‌است.